# Carlos Aguilera (director de teatro)
Carlos Aguilera (Montevideo, 1 de enero de 1945-19 de mayo de 2009) fue un director de teatro uruguayo.

## Biografía
Estudió teatro con Elena Zuasti y José Estruch en la Casa Municipal de la Cultura y con Atilio J. Costa en «La Máscara». Responsable de un centenar de puestas en escena, trabajó con casi todos los elencos de teatro en Uruguay, entre ellos la Comedia Nacional, el Teatro El Galpón, el Circular y el Teatro La Gaviota.
Su debut como director de teatro fue en 1968 con tres obras en El Galpón: Los fusiles de la Madre Carrar de Bertolt Brecht, El cuento del zoo de Edward Albee y Los de la mesa 10 de Osvaldo Dragún; y con Los papeleros de Isidora Aguirre en Club de Teatro. Dirigió obras de García Lorca, Ibsen, Arthur Miller, Florencio Sánchez, Jorge Denevi, Carlos Gorostiza, Griselda Gambaro, Julio César Castro, etc. Contribuyó a la difusión de la obra de dramaturgos como Carlos Manuel Varela, Álvaro Ahunchain, Dino Armas y Ricardo Prieto.
Fue nominado al premio Florencio 1998 en mejor espectáculo y dirección por El amateur, de Mauricio Dayub, obra representada en el teatro Circular. Obtuvo varias veces el Premio Florencio y recibió el Premio Internacional de Teatro de la Unesco.
A partir de 1983 tuvo una trayectoria de más de veinte años en Paraguay, como docente de teatro y director, vinculado en particular a Arlequín Teatro donde realizó más de cuarenta puestas en escena. Allí dirigió obras de Shakespeare, Molière, Chéjov, García Lorca, Arthur Miller, Tennessee Williams, Brecht, etc., además de autores paraguayos y otros latinoamericanos.
Fue docente de teatro en varias ciudades del interior (Canelones, Colonia, Durazno, Maldonado, Minas, San José) y en la década de 1990 formó el Instituto de Estudios Teatrales. Era director artístico de la Casa de Comedias del Uruguay del Ministerio de Educación y Cultura, dirigía la Comedia Municipal y la Escuela Municipal de Arte Dramático en San José, y desde 1986 era director itinerante del departamento de Colonia. 
Durante sus últimos meses de vida trabajaba como docente de teatro en el Club Biguá de Villa Biarritz y preparaba la obra El precio de Arthur Miller en el Teatro El Galpón. Su fallecimiento se produjo mientras estaba encargado de la dirección de El hombre que quería volar, de Carlos Manuel Varela, en Espacio Teatro.